# Vince Lombardi Trophy

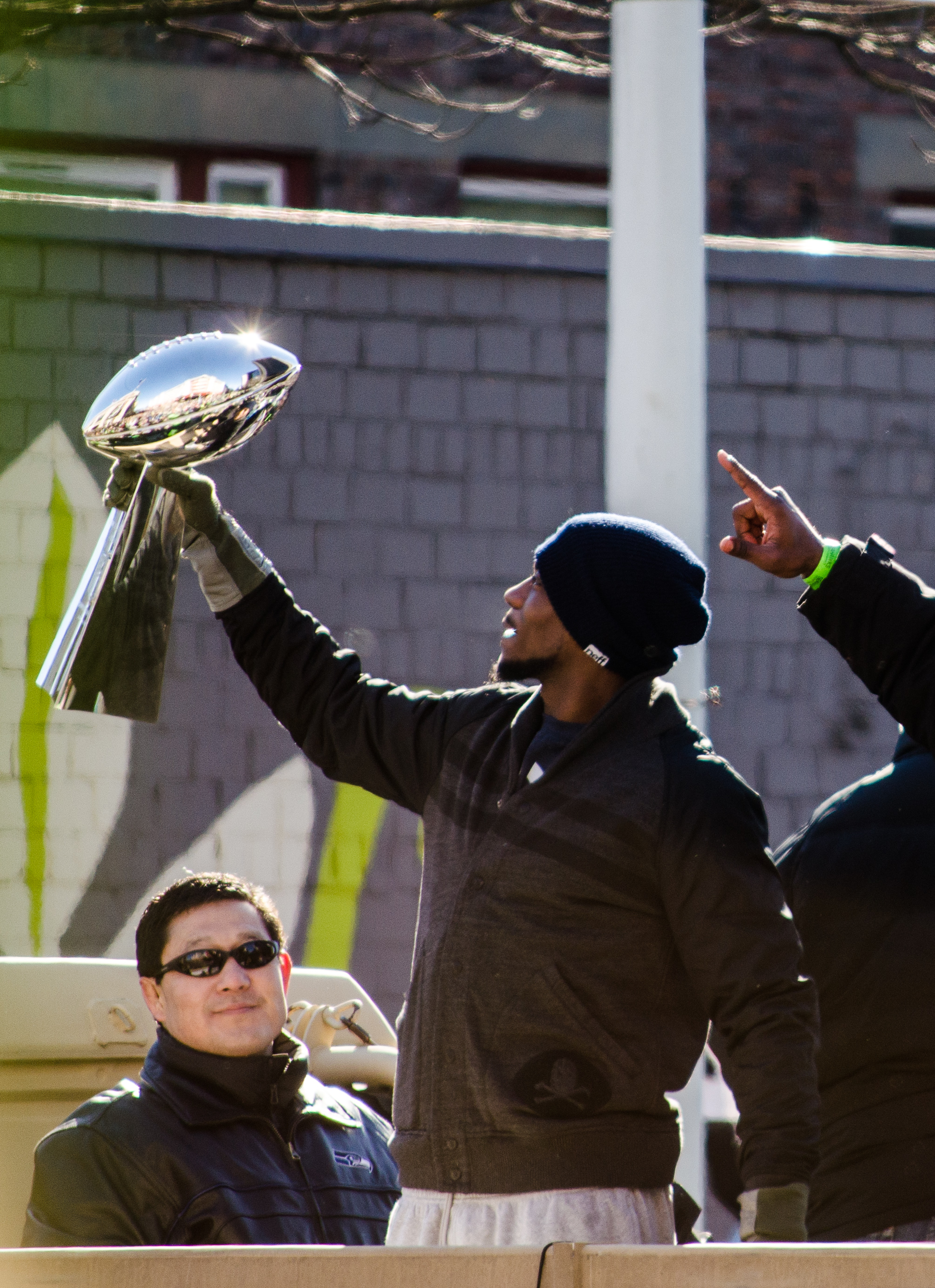
Percy Harvin hält die Vince Lombardi Trophy

Die Vince Lombardi Trophy ist der Pokal, den der Sieger des alljährlich stattfindenden Super Bowls der amerikanischen American-Football-Liga National Football League (NFL) gewinnt. Die Trophäe wurde zu Ehren des Head Coachs der Green Bay Packers während des Superbowl I, Vince Lombardi, benannt.

## Geschichte
Seit dem Super Bowl XXX am 28. Januar 1996 wird er auf dem Spielfeld an den Eigentümer des Siegerclubs verliehen. Vorher wurde er in der Umkleidekabine nach dem Spiel überreicht. Der Vizepräsident von Tiffany & Co. Oscar Riedner zeichnete erstmals 1966 einen Entwurf der Trophäe während er mit NFL-Funktionär Pete Rozelle zum Mittag aß. Die erste Trophäe wurde den Green Bay Packers am 15. Januar 1967 verliehen, als sie den allerersten Superbowl gegen die Kansas City Chiefs 35–10 gewannen.
Obwohl die Trophäe an den Sieger der Nationalen Football Meisterschaft verliehen wird, war auf ihr früher noch "World Professional Football Championship" eingraviert.
Die Vince Lombardi Trophy ist kein Wanderpokal, das heißt, sie wird anders als z. B. der Stanley Cup oder der Grey Cup jedes Jahr neu hergestellt, und das Siegerteam kann den Pokal behalten. Bei jedem Super Bowl sind zwei Pokale dieser Art vorhanden, für den Fall, dass einer beschädigt wird.
Seit dem Superbowl XLV ist er auf allen Logos der Superbowls vertreten und wird prominent meist in der Mitte der Logos dargestellt.

## Aussehen
Der 3,5 kg schwere und 55 cm große Pokal, der von Tiffany & Co. in Parsippany (New Jersey) hergestellt wird, stellt einen Football in Originalgröße auf einer Säule dar. Er besteht aus Sterlingsilber. Auf der Säule sind die Worte „Vince Lombardi Trophy“ und „NFL“ eingraviert.
Bei den ersten vier Meisterschaftsspielen standen sowohl das NFL- als auch das AFL-Logo im Mittelpunkt des Pokals. Ab Super Bowl V befand sich nur das NFL-Schild auf der Vorderseite. Beginnend mit dem Super Bowl XXXVIII nahm der Schild ein mattes Aussehen an. Beginnend mit dem Super Bowl XLIII erschien das leicht überarbeitete NFL-Schild auf der Trophäe. Abgesehen vom Logo wurden an der Trophäe seit dem ersten Super Bowl keine wesentlichen Änderungen vorgenommen. Während kein Franchise alle vier Versionen besitzt, haben die Green Bay Packers, die New England Patriots, die New York Giants und die Pittsburgh Steelers drei der vier Designs.
Nachdem die Trophäe vergeben wurde, wird sie an die Macher zurückgeschickt, um mit dem Namen des Gewinnerteams sowie dem Datum und der Punktzahl eingraviert zu werden.

## Teams mit den meisten Trophäen
Der Super Bowl wird derzeit Anfang Februar gespielt (das Spiel fand ursprünglich Anfang bis Mitte Januar statt) und gipfelt in einer regulären Saison, die in der Regel im September des vorherigen Kalenderjahres beginnt. Zum Beispiel hat der Super Bowl 50, der am 7. Februar 2016 ausgetragen wurde, den Ligameister für die NFL-Saison 2015 ermittelt. Die folgenden Jahre beziehen sich auf die Saison und nicht auf das Datum, an dem der Super Bowl tatsächlich gespielt wurde.
| Platz | Team                                               | Siege | Jahr                               |
| ----- | -------------------------------------------------- | ----- | ---------------------------------- |
| 1.    | Pittsburgh Steelers                                | 6     | 1974, 1975, 1978, 1979, 2005, 2008 |
|       | New England Patriots                               | 6     | 2001, 2003, 2004, 2014, 2016, 2018 |
| 3.    | Dallas Cowboys                                     | 5     | 1971, 1977, 1992, 1993, 1995       |
|       | San Francisco 49ers                                | 5     | 1981, 1984, 1988, 1989, 1994       |
| 5.    | Green Bay Packers                                  | 4     | 1966, 1967, 1996, 2010             |
|       | New York Giants                                    | 4     | 1986, 1990, 2007, 2011             |
|       | Kansas City Chiefs                                 | 4     | 1969, 2019, 2022, 2023             |
| 7.    | Las Vegas Raiders (früher Oakland Raiders)         | 3     | 1976, 1980, 1983                   |
|       | Washington Commanders (früher Washington Redskins) | 3     | 1982, 1987, 1991                   |
|       | Denver Broncos                                     | 3     | 1997, 1998, 2015                   |